# Juncus beringensis
Juncus beringensis är en tågväxtart som beskrevs av Franz Georg Philipp Buchenau. Juncus beringensis ingår i släktet tåg, och familjen tågväxter. Inga underarter finns listade i Catalogue of Life.